# St Clement
St Clement – wieś w Anglii, w Kornwalii. Leży 40 km na wschód od miasta Penzance i 371 km na zachód od Londynu.